# Hypocalypteae
Hypocalypteae es una tribu de plantas  perteneciente a la subfamilia Faboideae dentro de la familia Fabaceae.

## Géneros
- Hypocalyptus